# Con Andalucía
Con Andalucía fue una coalición electoral española de ámbito municipal andaluz, constituida para concurrir a las elecciones municipales de España de 2023 en los municipios de la comunidad autónoma de Andalucía.
Incluyó a los partidos Izquierda Unida Los Verdes-Convocatoria por Andalucía (IULV-CA), Podemos Andalucía, Más País Andalucía (MPA), Verdes Equo Andalucía (VQA), Alianza Verde Andalucía (AVA), Izquierda y Progreso (IP), Nueva Izquierda Verde Fuentes de Andalucía (NIVA) y Los Verdes (LV).

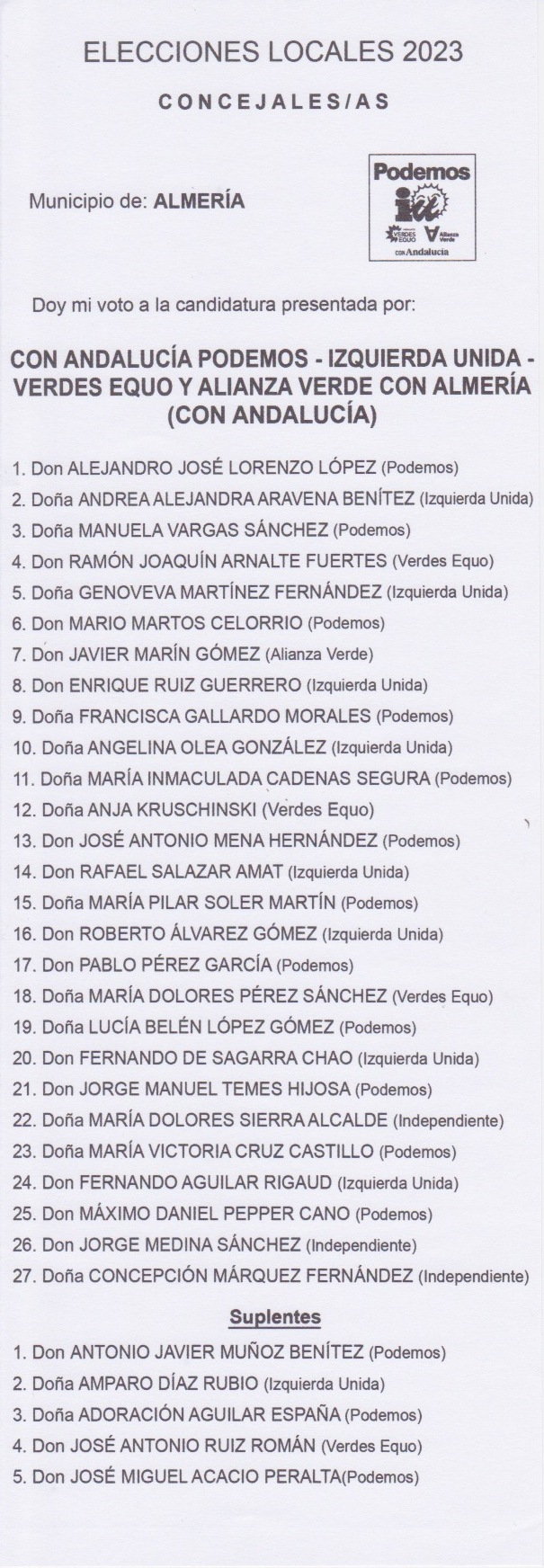
Papeleta de Con Andalucía para elecciones municipales de Almería

Obtuvo representación en diversos municipios de la comunidad autónoma. Por ejemplo, en Sevilla, la coalición presentó a Susana Hornillo Mellado como candidata a la alcaldía. A nivel regional, la coalición logró 253 054 votos, el 6,48 % del total, y 545 concejales en toda Andalucía.
| Partido | Partido                                                         | Líder                         |
| ------- | --------------------------------------------------------------- | ----------------------------- |
|         | Izquierda Unida Los Verdes-Convocatoria por Andalucía (IULV-CA) | Juan Antonio Valero Morales   |
|         | Podemos Andalucía                                               | Lilith Verstrynge             |
|         | Más País Andalucía (MPA)                                        | Esperanza Gómez Corona        |
|         | Verdes Equo Andalucía (VQA)                                     | Mar González                  |
|         | Alianza Verde Andalucía (AVA)                                   | Juan López de Uralde          |
|         | Izquierda y Progreso (IP)                                       | José Manuel Triguero Beguines |
|         | Nueva Izquierda Verde Fuentes de Andalucía (NIVA)               | Juan Martínez Galán           |
|         | Los Verdes (LV)                                                 | Laureano Seco Tajada          |
|         | Iniciativa del Pueblo Andaluz (IdPA)                            | José Antonio Jiménez Ramos    |
|         | Progreso Andaluz                                                | Rubén Toledano Algaba         |

## Resultados electorales
El partido quedó como la tercera fuerza política, con 253 000 votos y 545 concejales, consiguiendo a su vez 36 alcaldías. [cita requerida]
| Elecciones | Votos   | %    | Concejales |
| ---------- | ------- | ---- | ---------- |
| 2023       | 253 054 | 6,48 | 545        |